# Mona L. Siegel
Mona Lesley Siegel est une chercheuse, auteure et historienne américaine dont l'intérêt principal est le féminisme international, la paix et la démocratie en Europe et dans le monde.

## Biographie
En 1996, Mona Lesley Siegel obtient son doctorat en histoire à l'université du Wisconsin à Madison.
Elle est professeure à l'université d'État de Californie à Sacramento. Elle est souvent sollicitée par les médias  sur des questions allant du congé familial payé à la Journée internationale de la femme en passant par l'histoire du féminisme mondial,,,.
En 2004, elle publie The Moral Disarmament of France: Education, Pacifism, and Patriotism, 1914-1940, qui examine le rôle des enseignants et enseignantes dans la promotion du patriotisme français dans l'entre-deux-guerres,.
En janvier 2020, elle publie un deuxième ouvrage intitulé Peace On Our Terms: The Global Battle for Women's Rights after the First World War, qui examine l'activisme mondial des femmes pour la démocratie et la paix après la Première Guerre. Cet ouvrage est traduit en français en 2022.

## Publications
- (en) The moral disarmament of France: education, pacifism, and patriotism, 1914-1940, Cambridge, Cambridge university press, 2004, 317 p. (ISBN 0-521-83900-9)

- Artisanes de la paix : la lutte mondiale pour les droits des femmes après la Grande guerre  (trad. de l'anglais par Camille Chaplain), Paris, Des Femmes, 2022, 311 p. (ISBN 978-2-7210-0951-7)

## Prix et distinctions
- prix du livre exceptionnel, History of Education Society, 2006 [11]
- prix DeBenedetti, Peace History Society 2011-2012 [12]
- prix Elise M. Boulding, Peace History Society, 2020[13].